# پودور
پودور (به لاتین: Podor) یک منطقهٔ مسکونی در سنگال است که در بخش پودور واقع شده‌است. پودور ۱۱٬۸۶۹ نفر جمعیت دارد.

## خواهرخوانده
شهر تراپ، ایولین خواهرخواندهٔ پودور هست.